# Botargas (calzas)
Botargas (en plural) es una prenda de vestir antigua, derivada de las calzas y usada en el siglo XV. Se consideraba como ropa exterior inferior masculina. Salvando la distancia de siglos y de tejidos diferentes las botargas pueden corresponder a las mallas de punto que usan los trapecistas y gimnastas de los siglos XX y XXI. A veces en los documentos alternan las palabras calzas y botargas para definir la misma prenda.
En el siglo XV las calzas dejaron de ser perneras independientes y de esta forma surgieron las botargas que cubrían las extremidades desde la punta del pie hasta la cintura y estaban perfectamente ajustadas a las piernas haciendo resaltar la musculatura. Se tejían generalmente en color rojo sobre todo si el personaje que las llevaba era de cierta importancia; en algunas ocasiones  se combinaba una pernera roja con otra negra, incluso se observan distintos colores en las pinturas costumbristas de la época. Así lo demuestra el pintor renacentista Andrea Mantegna en sus pinturas del Palacio Ducal de Mantua donde decoró la Cámara de los esposos.

Botargas antiguas y modernas
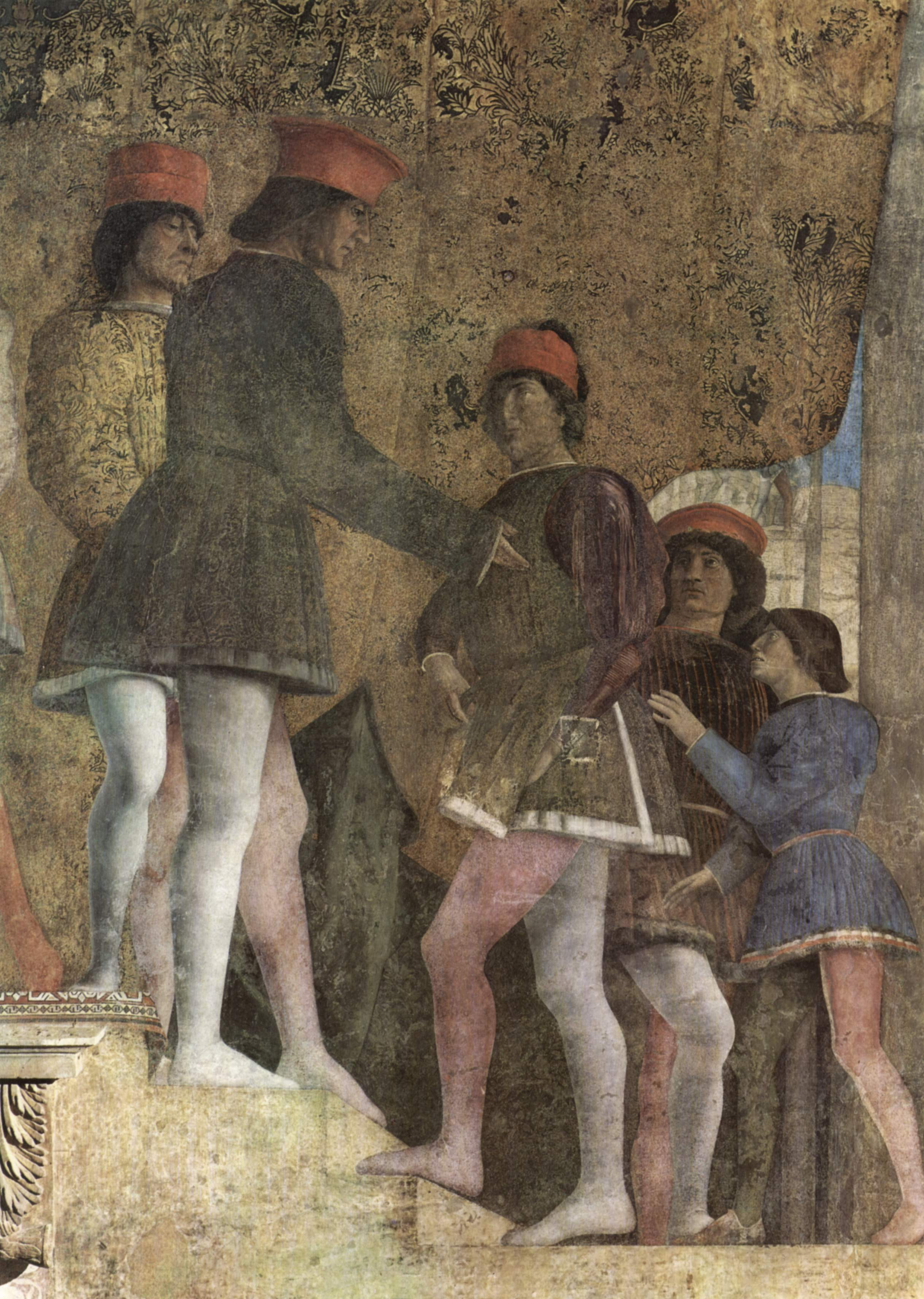
Detalle de la Cámara de los esposos
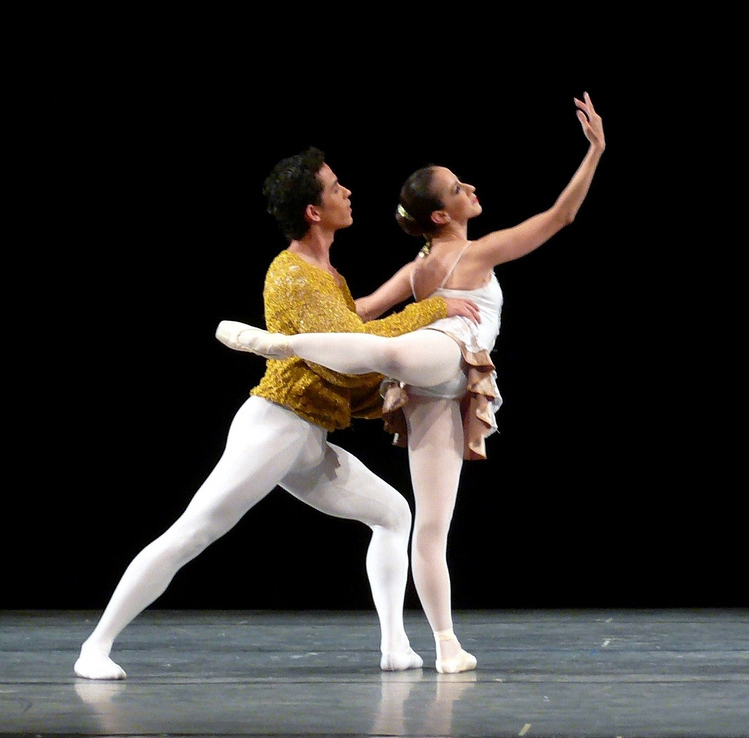
Bailarines con mallas